# Формулы Виета
Формулы Виета — формулы, связывающие коэффициенты многочлена и его корни.
Этими формулами удобно пользоваться для проверки правильности нахождения корней многочлена, а также для составления многочлена по заданным корням.
Эти тождества неявно присутствуют в работах Франсуа Виета. Однако Виет рассматривал только положительные вещественные корни, поэтому у него не было возможности записать эти формулы в общем виде:138—139.

## Формулировка
Если {\displaystyle x_{1},x_{2},\ldots ,x_{n}} — корни многочлена
{\displaystyle f(x)=x^{n}+a_{1}x^{n-1}+a_{2}x^{n-2}+\ldots +a_{n}}
(каждый корень взят соответствующее его кратности число раз, при этом общее количество корней с учётом кратных равно степени многочлена, иначе формулы неприменимы), то коэффициенты {\displaystyle a_{1},\ldots ,a_{n}} выражаются в виде симметрических многочленов от корней, а именно:
{\textstyle {\begin{aligned}a_{1}&=-(x_{1}+x_{2}+\ldots +x_{n}),\\a_{2}&=x_{1}x_{2}+x_{1}x_{3}+\ldots +x_{1}x_{n}+x_{2}x_{3}+\ldots +x_{n-1}x_{n},\\a_{3}&=-(x_{1}x_{2}x_{3}+x_{1}x_{2}x_{4}+\ldots +x_{n-2}x_{n-1}x_{n}),\\&~~\ldots \\a_{n-1}&=(-1)^{n-1}(x_{1}x_{2}\ldots x_{n-1}+x_{1}x_{2}\ldots x_{n-2}x_{n}+\ldots +x_{2}x_{3}...x_{n}),\\a_{n}&=(-1)^{n}x_{1}x_{2}\ldots x_{n}.\end{aligned}}}
Иначе говоря, {\displaystyle (-1)^{k}a_{k}} равно сумме всех возможных произведений из {\displaystyle k} корней.
Для применимости формул Виета обязательно наличие полного разложения многочлена, то есть количество корней с учётом кратности должно равняться степени многочлена. Это имеет место, в частности, всегда над полем комплексных чисел.
Следствие: из последней формулы Виета следует, что если все корни многочлена целочисленные, а общее их количество с учётом кратности равно степени многочлена, то они являются делителями его свободного члена, который также целочисленен.
Если старший коэффициент многочлена не равен единице:
{\displaystyle a_{0}x^{n}+a_{1}x^{n-1}+a_{2}x^{n-2}+\ldots +a_{n},}
то для применения формулы Виета необходимо предварительно разделить все коэффициенты на {\displaystyle a_{0}} (это не влияет на значения корней многочлена). В этом случае формулы Виета дают выражение для отношений всех коэффициентов к старшему:
{\displaystyle {\frac {a_{k}}{a_{0}}}=(-1)^{k}\sum _{1\leqslant i_{1}<i_{2}<\cdots <i_{k}\leqslant n}x_{i_{1}}x_{i_{2}}\dots x_{i_{k}},\quad k=1,2,\dots ,n.}
Подобная методика применима не только в случае, когда все корни целые. Например, при умножении любого многочлена только с целыми корнями на многочлен {\displaystyle x^{2}+1} получается многочлен с подобным свойством, позволяющим выделить целые корни этим же методом, понизив в результате степень и дойдя до полного разложения. Также алгоритм имеет полезное расширение для поиска рациональных корней: для этого в качестве тестируемых кандидатов на корни рассматриваются дроби, в которых числитель является делителем свободного члена, а знаменатель — делителем старшего коэффициента.

## Доказательство
Доказательство осуществляется рассмотрением равенства, полученного разложением многочлена по корням, учитывая, что {\displaystyle a_{0}=1}
{\displaystyle x^{n}+a_{1}x^{n-1}+a_{2}x^{n-2}+\ldots +a_{n}=(x-x_{1})(x-x_{2})\cdots (x-x_{n}).}
Приравнивая коэффициенты при одинаковых степенях {\displaystyle x}, получаем формулы Виета.

## Примеры

### Квадратное уравнение
Если {\displaystyle x_{1}} и {\displaystyle x_{2}} — корни квадратного уравнения {\displaystyle ax^{2}+bx+c=0}, то
{\displaystyle {\begin{cases}x_{1}+x_{2}=-{\dfrac {b}{a}},\\x_{1}x_{2}={\dfrac {c}{a}}.\end{cases}}}
В частном случае, если {\displaystyle a=1} (приведённая форма {\displaystyle x^{2}+px+q=0}), то
{\displaystyle {\begin{cases}x_{1}+x_{2}=-p,\\x_{1}x_{2}=q.\end{cases}}}

### Кубическое уравнение
Если {\displaystyle x_{1},x_{2},x_{3}} — корни кубического уравнения {\displaystyle p(x)=ax^{3}+bx^{2}+cx+d=0}, то
{\displaystyle {\begin{cases}x_{1}+x_{2}+x_{3}=-{\dfrac {b}{a}},\\x_{1}x_{2}+x_{1}x_{3}+x_{2}x_{3}={\dfrac {c}{a}},\\x_{1}x_{2}x_{3}=-{\dfrac {d}{a}}.\end{cases}}}

## Вариации и обобщения
Из приведённого выше доказательства видно, что формулы Виета получаются чисто алгебраически из свойств сложения и умножения. Поэтому они применимы к многочленам с коэффициентами из произвольной области целостности {\displaystyle \mathbb {K} }, если старший коэффициент многочлена равен единице {\displaystyle \mathbb {K} ,} а корни располагаются в алгебраическом замыкании поля частных для {\displaystyle \mathbb {K} .}
Если коэффициенты многочлена берутся из произвольного коммутативного кольца, не являющегося областью целостности (то есть имеющего делители нуля), то формулы Виета, вообще говоря, не выполняются. Например, рассмотрим в качестве {\displaystyle \mathbb {K} } кольцо вычетов по модулю {\displaystyle 8} и многочлен {\displaystyle f(x)=x^{2}-1.} Он имеет в этом кольце не два, а четыре корня: {\displaystyle 1,3,5,7.} Поэтому использованное в доказательстве разложение на линейные множители, число которых равно числу корней, не имеет места, и формулы Виета, как легко проверить, неверны. Для таких колец теорема о формулах Виета требует переформулировки (уточнения):
Пусть {\displaystyle f(x)} - полностью разложимый (на линейные множители) многочлен, и {\displaystyle x_{1},x_{2},\dots ,x_{n}} - корни любого его полного разложения. Тогда для них выполнены обычные формулы Виета.
Для примера, приведённого выше, имеются 2 различных полных разложения:
{\displaystyle x^{2}-1=(x-1)(x-7)=(x-3)(x-5)\mod 8}
Легко проверить, что теперь формулы Виета выполнены.